# Eucrassatella kingicola
Eucrassatella kingicola is een tweekleppigensoort uit de familie van de Crassatellidae. De wetenschappelijke naam van de soort is voor het eerst geldig gepubliceerd in 1805 door Lamarck.